# Słomka (Mszana Dolna)
Słomka – część miasta Mszana Dolna (SIMC 0961120), w województwie małopolskim, w powiecie limanowskim. Do 1952 samodzielna wieś typu ulicówka.
Leży w północno-wschodniej części miasta. Ciągnie się równolegle do rzeki Słomka, wzdłuż ul. Słomka – od skrzyżowania ul. Piłsudskiego z ul. Matejki aż po granice miasta, na odcinku prawie 3 km. Za granicą miasta przechodzi w przysiółek Chrustki, należący do wsi Kasina Wielka.
Słomka stanowiła do 1934 gminę jednostkową w powiecie limanowskim w województwie krakowskim; 1 sierpnia 1934 Słomka została gromadą nowo utworzonej zbiorowej gminy Mszana Dolna I, wraz z miejscowością Mszana Dolna.
Podczas II wojny światowej w powiecie Neu-Sandez (nowosądeckim) w dystrykcie krakowskim, w Generalnym Gubernatorstwie. W 1943 roku liczyła 930 mieszkańców.
15 marca 1949 zniesiono gromadę Słomka, włączając ją do gromady Mszana Dolna w gminie Mszana Dolna I.
1 lipca 1952 Słomkę wraz z gromadą Mszana Dolna włączono do nowo utworzonego miasta Mszana Dolna, likwidując tym samym gminę Mszana Dolna I.